# Dick Cochran
Dick Cochran, född 23 juni 1938 i Tulsa, är en amerikansk före detta friidrottare.
Cochran blev olympisk bronsmedaljör på diskus vid sommarspelen 1960 i Rom.